# Список природоохоронних територій Замбії
Заповідні зони в Республіці Замбія включають природоохоронні території, які мають вирішальне значення для збереження унікальної дикої природи країни.  Цими заповідними територіями керує Управління дикої природи Замбії та інші організації, і вони включають національні парки, біосферні заповідники, заповідники дикої природи, природні заповідники, наукові заповідники, громадські заповідники та мисливські заповідники.   Загальна площа природоохоронних територій Замбії становить 311 773 км 2, або 38% території країни. Замбія має один з найвищих показників охорони природи у світі.      Деякі національні парки  Замбії входять до списку найвідоміших у світі. Кілька природоохоронних територій країни були визнані ЮНЕСКО об’єктами всесвітньої спадщини або біосферними заповідниками. 

## Національні парки
12 грудня 2022 року в Монреалі, Канада, Міжнародний союз охорони природи (IUCN) прийняв Замбію до Зеленого списку територій, що охороняються та заповідних територій МСОП, глобального стандарту, що визнає об’єкти планети, якими добре керують та ефективно управляють. Замбійський національний парк Північна Луангва був визнаний першим місцем у Зеленому списку Замбії. Національний парк керується Франкфуртським зоологічним товариством і Департаментом національних парків і дикої природи Замбії, він відомий своїми популяціями чорних носорогів і африканських слонів. Парк також є одним з десяти найбільших осередків африканських левів які залишилися.

### Список II категорії МСОП
- Національний парк Кафуе - 22 480 км² [13]
- Національний парк Південна Луангва - 9050 км²
- Національний парк Нижній Замбезі - 4092 км²
- Національний парк Касанка - 390 км²
- Національний парк Північний Луангва - 4636 км²
- Національний парк Блакитна Лагуна - 500 км²
- Національний парк Лавуші Манда - 1500 км²
- Національний парк Лочінвар - 428 км²
- Національний парк Мосі-оа-Тунья - 66 км²

## Наукові заповідники
- Заповідник Муньямадзі
- Південний лісовий заповідник Лусака
- Науковий заповідник Луано
- Науковий заповідник плато Ніка
- Науковий заповідник «Геймпарк Лукусузі».

## Громадські резерви
- Заповідник дикої природи Ради громадських ресурсів Чілонгозі
- Заповідник дикої природи Ради громадських ресурсів Читамбо
- Заповідник дикої природи громадського ресурсного комітету Kafue Flats
- Kasanka Trust Community Resource Board Заповідник дикої природи
- Рада громадських ресурсів національного парку Вест-Лунга Заповідник дикої природи

## Заповідники
- Водно-болотні угіддя Бангвеулу - 6000 км²
- Чисамба GMA - 2480 км²
- Анклав Чобе GMA - 4400 км²
- Чунга GMA - 5118 км²
- GMA 1, 2 і 3 - 10 500 км²
- Зони управління мисливством (GMA) 4 і 5 - 7000 км²
- Національний парк Рівнина Ліува - 3660 км²
- Національний парк Лукусузі - 3400 км²
- Національний парк Луамбе - 254 км²
- Luanshya GMA - 3050 км²
- Долина Луангва - 145 000 км²
- Mafinga Hills GMA - 1620 км²
- Національний парк Північний Луангва - 4636 км²
- Національний парк Нсумбу - 2220 км²
- Національний парк Західна Лунга - 1470 км²

## Міжнародні позначення

### Біосферні заповідники ЮНЕСКО
- Біосферний заповідник Кафуе - 22 480 км²
- Біосферний заповідник долини Луангва - 45 000 км²
- Біосферний заповідник у дельті річки Замбезі - 7290 км²

### Об'єкти всесвітньої спадщини
- Мосі-оа-Тунья / Водоспад Вікторія 686 000 га
- «Королівський національний парк К’онтесе» 9062 км²